# James Knox
James Knox (Kendal, 4 de noviembre de 1995) es un ciclista británico, miembro del equipo Soudal Quick-Step.

## Palmarés
2023
- 2.º en el Campeonato del Reino Unido en Ruta

## Resultados en Grandes Vueltas y Campeonatos del Mundo
| Carrera         | Carrera         | 2016 | 2017 | 2018 | 2019 | 2020 | 2021  | 2022 | 2023 | 2024 | 2025 |
| --------------- | --------------- | ---- | ---- | ---- | ---- | ---- | ----- | ---- | ---- | ---- | ---- |
|                 | Giro de Italia  | —    | —    | —    | Ab.  | 14.º | 53.º  | 81.º | —    | —    | 19.º |
|                 | Tour de Francia | —    | —    | —    | —    | —    | —     | —    | —    | —    | —    |
|                 | Vuelta a España | —    | —    | —    | 11.º | —    | 100.º | —    | 65.º | 67.º | —    |
| Mundial en Ruta | Mundial en Ruta | —    | —    | Ab.  | —    | Ab.  | —     | —    | —    | Ab.  | —    |

—: no participa

Ab.: abandono